# Castillo de Miranda (Zaragoza)
El castillo de Miranda es una fortaleza medieval situada en el extremo Sudeste del cabezo de Miranda, a unos 4 km desde Juslibol (Zaragoza, España). El entorno del castillo consiste en un escarpe típicamente zaragozano, constituido por lomas de yesos, cortados y vales. La ubicación del castillo posibilita un buen control de gran parte de la vega del Ebro a su paso por Zaragoza, protección frente a las riadas e inundaciones y vigilancia de la desembocadura del barranco de Bonete, donde se encuentra situado.
Es la más elaborada de las fortalezas menores que se conservan en las cercanías de Zaragoza, y en el mismo cabezo rocoso en el que se encuentra se han hallado diversos yacimientos arqueológicos correspondientes a asentamientos de culturas y épocas diversas que sugieren su ocupación histórica desde al menos la Edad del Hierro hasta finales de la Edad Media.

## Historia de la zona arqueológica

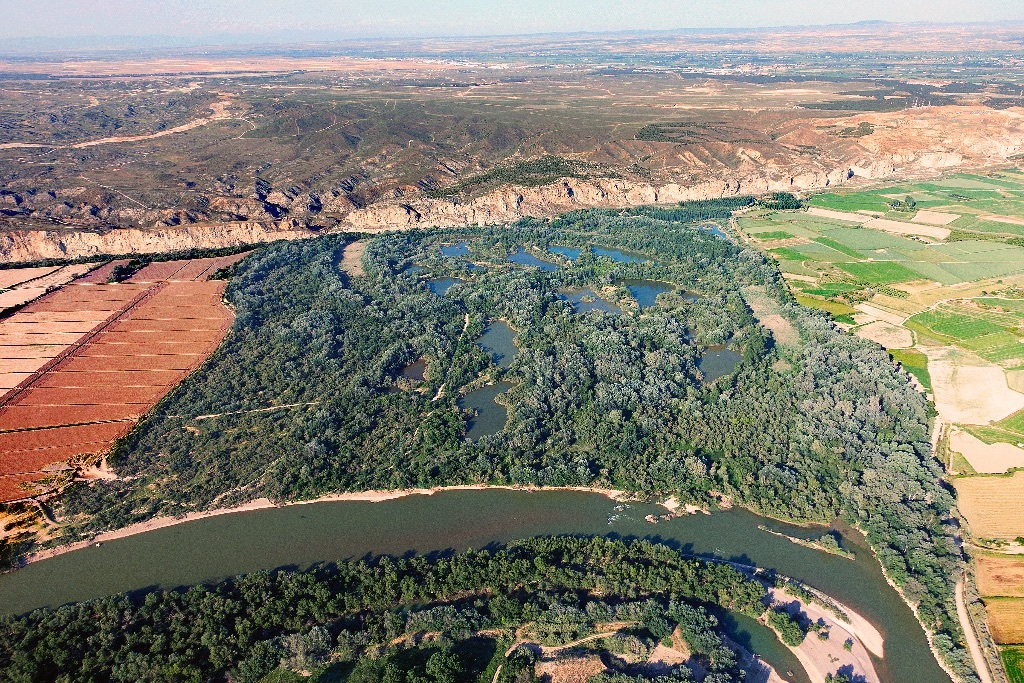
Imagen aérea del galacho de Juslibol en la que se observa el límite entre la huerta fluvial y la estepa desértica

### Ocupación prerromana y romana

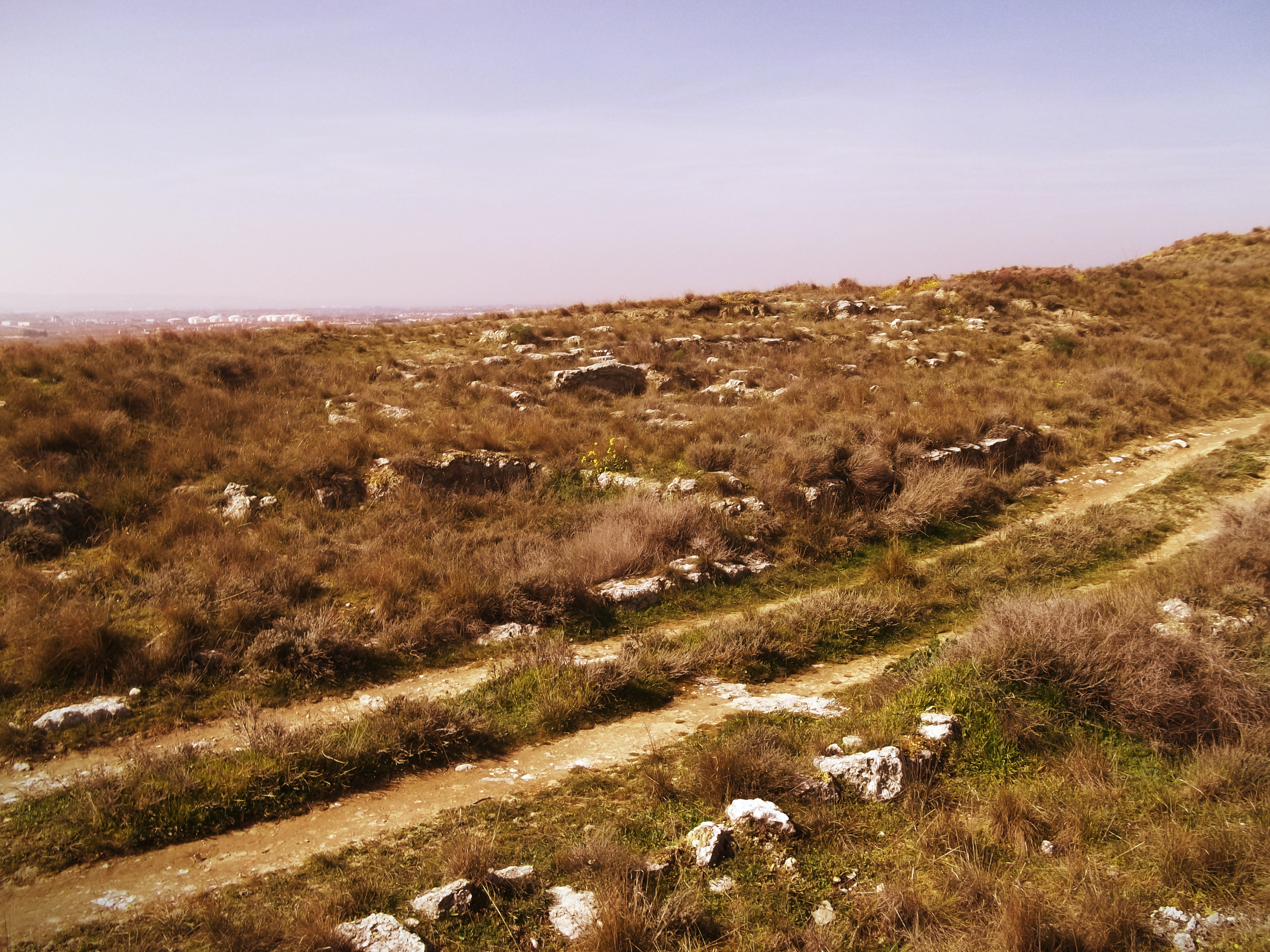
Ruinas de la zona arqueológica del cabezo de Miranda, situada al oeste del castillo

El primer asentamiento conocido en el cabezo de Miranda consistió en el centro urbano de una pequeña comunidad de la I Edad del Hierro, según reveló el hallazgo de cerámicas pulidas con perfiles característicos. Sobre este primer poblado se encontraron también los restos de otras ocupaciones de características ibéricas, según sugirió el hallazgo de cerámicas a torno rápido decoradas con bandas marrones, y algunas monedas de bronce con letreros ibéricos. Las excavaciones que tuvieron lugar en 1961 revelaron la existencia de murallas de cuatro metros de espesor, en el lado Norte del yacimiento y construidas con sillarejo, y una ordenación urbanística moderna que en total cubre unos 6.000 m². Se considera que pudo ser uno de los poblados que componían el complejo de la civitas Salluiensis, la antigua Salduie de los sedetanos.

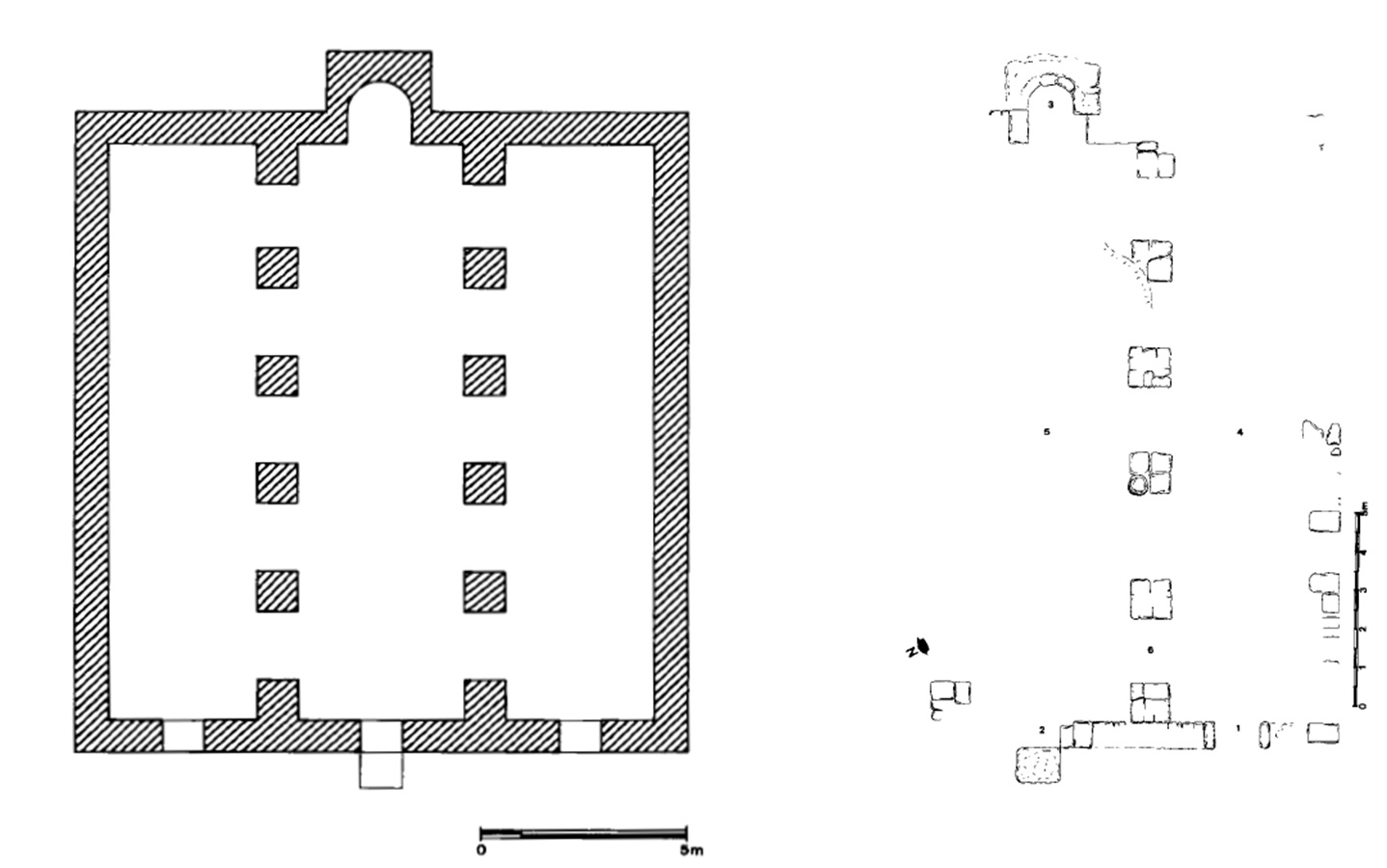
Planta del monumento basilical del cabezo de Miranda, posiblemente adaptado para funcionar como mezquita en periodo andalusí

El poblado, que delimitaba la frontera entre sedetanos y vascones, llegó por lo menos hasta tiempos de César Augusto, ya que se halló también terra sigillata en abundancia así como los restos de un edificio de planta basilical de corte clásico, con tres naves separadas por hileras de pilares. El poblado, desaparecido su valor estratégico, debió ser abandonado ante el creciente auge de Caesaraugusta.

### Edad Media
El cabezo de Miranda pudo ser repoblado en período andalusí, momento en que comenzaría a edificarse el castillo en su extremo oriental. Se ha planteado que el edificio basilical, inicialmente fechado como iberorromano, pudiera corresponderse con los restos de una mezquita rural anterior al siglo XII, que dispondría de una sala de oración compuesta por tres naves y un mihrab orientado hacia La Meca.También se ha sugerido que el oratorio se edificara como parte del programa constructivo de la ciudad campamental de al-Ŷazīra, levantada por Abderramán III en el contexto de la campaña de sometimiento del valí tuyibí de Saraqusta, Muhámmad ibn Háshim at-Tuyibi, entre los años 935 y 937.
En todo caso, el cabezo de Miranda debió ser ocupado en 1101 por la expedición de Pedro I, momento en el que recibiría el topónimo Miranda, nombre frecuente en las repoblaciones cristianas del Norte peninsular asociados a lugares de buena visibilidad.Dicha expedición ocuparía también un lugar llamado Mezimeeger, ubicado a 3 km al este de Miranda y al Norte de Saraqusta, que recibiría una nueva denominación asociada al papel militar que acogió en el contexto de la conquista de Saraqusta: Juslibol, derivado del grito de aclamación deus vult (latín clásico), dieu le veut (francés) o deus lo vult (latín vulgar); Dios lo quiere. A esta época se asocian popularmente las ruinas del castillo de Juslibol, hoy conocido como Picote de San Martín; pero cuya edificación tuvo lugar en el siglo X.
En mayo de 1118 se inició el asedio aragonés de la Saraqusta almorávide. La proximidad a Saraqusta convirtió el castillo de Miranda en una de las posiciones dominantes en el transcurso de la campaña, que culminó el 18 de diciembre del mismo año.
Tras la anexión formal de Saraqusta al reino de Aragón, existe constancia de que Alfonso I entregó en 1134 la población de Miranda a la casa de los Garcés, y que en 1160 pasó al entonces obispado de Zaragoza por donación de Ramón Berenguer IV. En el siglo XIII Miranda alcanza su máximo apogeo, como atestigua el hecho de que el 16 de marzo de 1235 el rey Jaime I le concede el Fuero de Zaragoza; y que en junio de 1258 el mismo monarca lo recibe para la corona de manos del noble Jimeno de Foces, que debió emplear el castillo de Miranda como solar y lugar de residencia personal. Probablemente fuera esta familia la que acometió las reformas que le dieron un carácter señorial al conjunto. En 1323 Jaime II lo vendió al arzobispado de Zaragoza; y desde entonces desaparece toda documentación sobre el pueblo y el castillo, lo que parece sugerir que se produjo de nuevo su abandono.
El motivo del abandono de Miranda es incierto, aunque posiblemente fuera consecuencia de los cambios demográficos derivados de las grandes epidemias del siglo XIV, cuyos efectos se dejaron notar en otras poblaciones y aldeas del reino de Aragón. En todo caso, el abandono aconteció con anterioridad a 1495, ya que en el fogaje de dicho año Miranda no figura como enclave de población.

### Siglos posteriores

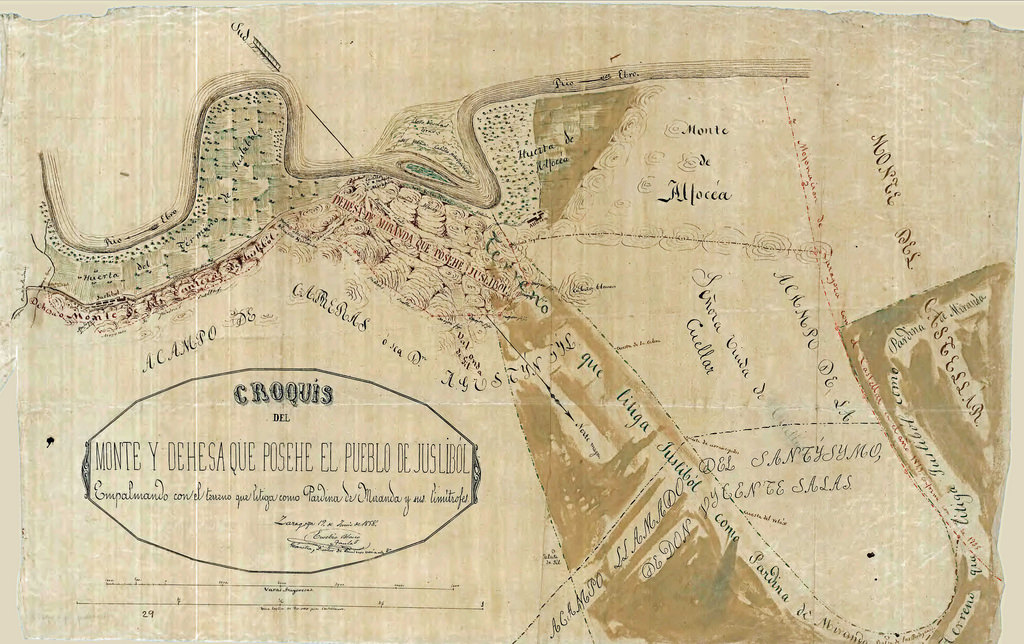
Croquis de 1858 que representa los terrenos correspondientes al pueblo de Juslibol en dicho año, que incluyen la dehesa de Miranda y su ermita

En un momento indeterminado se adaptaría la celoquia del castillo para funcionar como ermita ("Ermita de la Virgen de Miranda", según consta en el Diccionario de Madoz), agregada a la parroquia de Juslibol; reformándose la torre del homenaje para incorporar una espadaña. Esta ermita siguió siendo utilizada para el culto hasta mediados del siglo XIX. Desde entonces el castillo y su término han estado completamente abandonados.

### Actualidad
Desde los años 70 todo el cabezo de Miranda se encuentra incluido en el límite Sur del campo de maniobras de San Gregorio, llegando a constituir puntualmente zona de prácticas militares.
Por su cercanía al espacio natural del Galacho de Juslibol las ruinas del castillo de Miranda han adquirido cierto atractivo por su localización y las vistas que ofrecen del entorno, apreciándose deterioro derivado de la construcción del perímetro del campo de maniobras, el vandalismo y las catas arqueológicas.

## Descripción del castillo
Está protegido en la parte Noroeste por un foso artificial de 15 m de anchura y más de 10 m de profundidad en algunos puntos.
El lado suroeste del cabezo fue adaptado para formar un zócalo que aumenta varios metros la verticalidad de la muralla de dicho lado, muy maltrecha actualmente.
La fortaleza, de planta irregular y adaptada a las condiciones del terreno, dispone de un camino de acceso por la cara Noreste defendido por una torre albarrana maciza de planta rectangular, muy inclinada y con peligro de desplome, construida con encofrado de mortero de yeso y piedras irregulares de aljez. En la base de la torre albarrana, al igual que en otros puntos del castillo, hay un refuerzo a base de ladrillos de construcción posterior.
La puerta, muy desfigurada, se encuentra delante del foso, en la esquina Norte, y da acceso a un camino que asciende en recodo por una rampa, hasta alcanzar la parte posterior de la torre albarrana. En su ascenso la rampa está vigilada por la muralla del recinto bajo del castillo, del cual solo se conserva el alambor y algunas ruinas de otros edificios, muy desfiguradas, en el lado Oeste. El recinto alto del castillo se encuentra a su vez dividido en otros dos niveles:

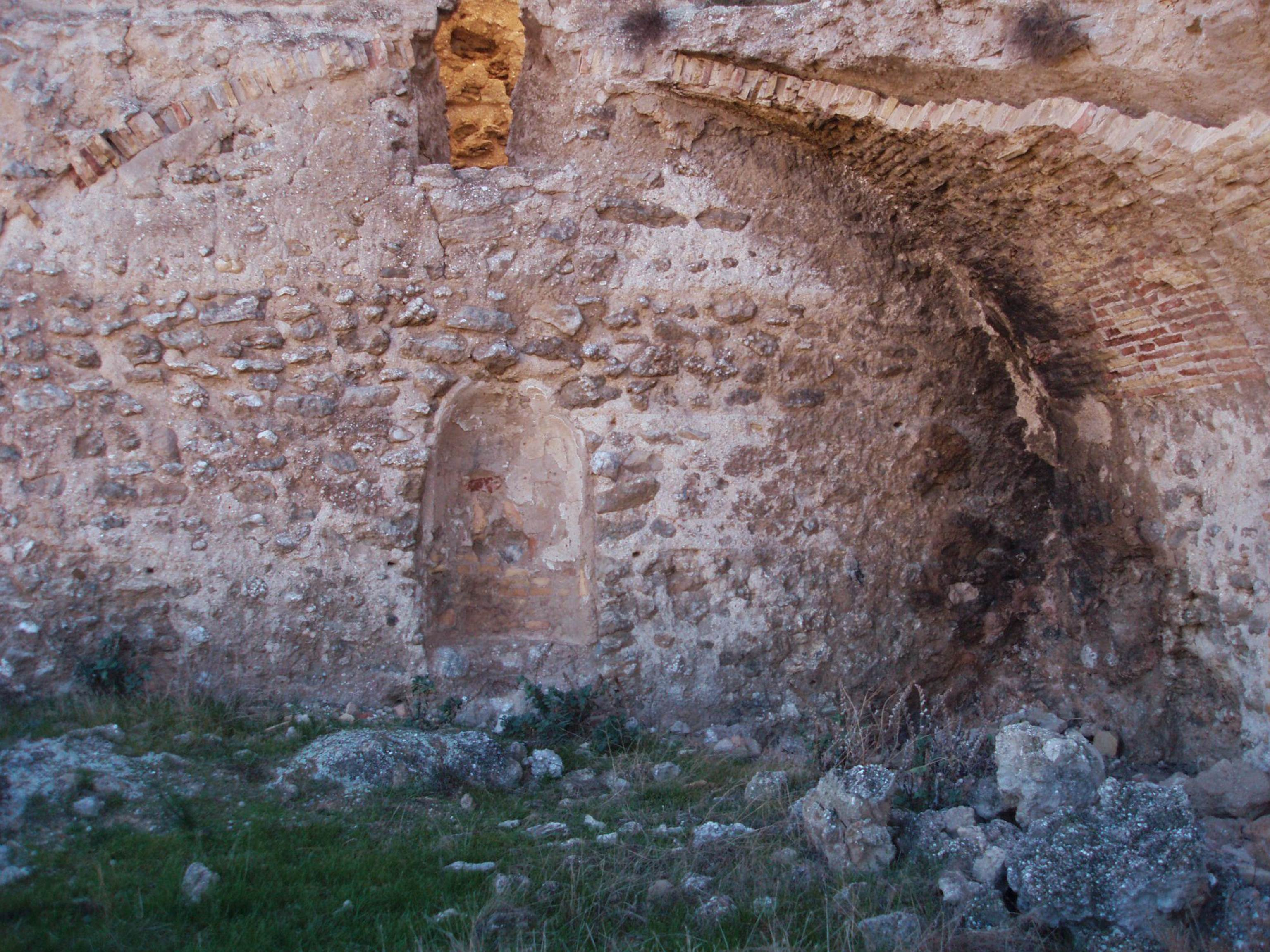
Restos de la ermita de Miranda, con la hornacina de la Virgen dispuesta en la pared Este

La parte inferior, en la que se construyó una torre de planta rectangular reforzada con pilastras que tuvo cuatro arcos de herradura abiertos al lado Norte; y la torre principal, separada del anterior por un estrecho corredor que lleva al nivel superior de la fortaleza, donde se encuentra el patio de armas aterrazado. En el nivel inferior de la torre principal se encuentran los restos de la puerta de la ermita, orientada al Norte, y una hornacina para el culto.
La parte superior, ocupada por un aljibe actualmente colmatado y una terraza con excelentes vistas de la vega del Ebro y Zaragoza. El muro que delimitaba el patio de armas ha quedado reducido a la cimentación de mampuestos de aljez, pero su trazado está bien conservado y muestra vestigios de contrafuertes externos en algunos lados.
La torre principal ha perdido la mitad del perímetro rectangular y tuvo en su momento dos plantas separadas por una bóveda de cañón de ladrillo parcialmente conservada. En el lado Este del segundo piso la torre dispone de una abertura elevada compuesta por un arco ojival de gran tamaño, que en el pasado funcionó como espadaña de la ermita; cuya campana fue perdida durante la década de los 60 por expolio. A este segundo piso se accedía por una puerta en el muro Suroeste de la torre, provista de arco ligeramente apuntado de finas dovelas de alabastro labrado. La torre conserva un remate muy alterado, con dos hastiales en los lados cortos preparados para un tejado de dos aguas, en su momento recubierto de tejas que hoy aparecen diseminadas por el suelo.
La torre, probablemente bajomedieval, se elevó a base de tableros de encofrado de 0'80 x 1'20 m, sin agujeros pasantes para los gatos de las hormas.

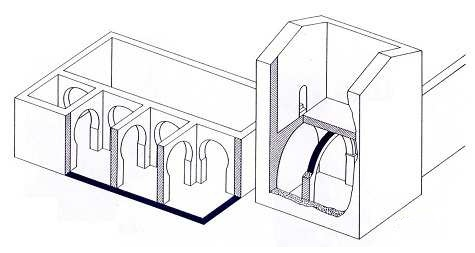
Sección simplificada del recinto alto del castillo de Miranda

En la ladera del cerro, junto a la base de la torre albarrana, existe una galería que conduce a una cámara subterránea de grandes dimensiones. Dicha galería era transitable hasta la década de los 60 y conducía a un pasadizo descendente que terminaba en una salida al río, que todavía se conserva en la actualidad.

## Catalogación
El castillo de Miranda está incluido dentro de la relación de castillos considerados Bienes de Interés Cultural, en virtud de lo dispuesto en la disposición adicional segunda de la Ley 3/1999, de 10 de marzo, del Patrimonio Cultural Aragonés. Este listado fue publicado en el Boletín Oficial de Aragón del día 22 de mayo de 2006.